# نكد متوسط
النكد المتوسط أو الريخردية المتوسطة واسمه العلمي (باللاتينية: Reichardia intermedia) نوع نباتي ينتمي إلى جنس النكد من الفصيلة النجمية.

## الموئل والانتشار
موطنه بلاد الشام والمغرب العربي وقبرص وتركيا واليونان وصقلية وإسبانيا والبرتغال.

## مرادفات للاسم العلمي
- (باللاتينية: Picridium intermedium Sch. Bip.)
- (باللاتينية: Picridium vulgare subsp. intermedium (Sch.Bip.) Batt.)
- (باللاتينية: Reichardia picroides subsp. intermedia (Sch. Bip.) Jahand. & Maire)